# NGC 7129
NGC 7129 is een reflectienevel in het sterrenbeeld Cepheus. De nevel ligt ongeveer 3300 lichtjaar van de Aarde verwijderd en werd op 18 oktober 1794 ontdekt door de Duits-Britse astronoom William Herschel.

## Synoniemen
- OCL 240
- LBN 497